# Territorialverteidigung (Jugoslawien)

Abzeichen der jugoslawischen Territorialverteidigung

Die Territorialverteidigung (bosnisch bzw. serbisch Територијална Одбрана Teritorijalna odbrana, kroatisch Teritorijalna obrana, slowenisch Teritorijalna obramba), kurz TO, war von 1969 bis 1990 die paramilitärische Bürgermiliz der Sozialistischen Föderativen Republik Jugoslawien. Die TO war ein Teil der jugoslawischen Streitkräfte neben der Jugoslawischen Volksarmee und wurde im Gegensatz zu dieser von den Gebietskörperschaften (vor allem von den jugoslawischen Teilrepubliken) und gesellschaftspolitischen Institutionen (z. B. staatliche Unternehmen) aufgestellt. Das Grundprinzip der TO war die Organisation der Landesverteidigung auf Kommunalebene mit Hilfe der Bürger und lokalen Arbeitskräfte.

## Geschichte

### Hintergrund
Jugoslawien war ein sozialistischer Staat, aber kein Ostblock-Land. Nach dem Tito-Stalin-Bruch 1948 brach Jugoslawien die Verbindung mit der Sowjetunion und deren Verbündeten ab. Während des Kalten Krieges war Jugoslawien eines der führenden Mitglieder der Blockfreien Bewegung. Nach der  sowjetischen Invasion der Tschechoslowakei im Jahr 1968 stieg die Besorgnis über einen möglichen sowjetischen Angriff innerhalb der jugoslawischen Führung. Die Invasion der Tschechoslowakei zeigte, dass das stehende Heer eines kleinen Landes einen Überraschungsangriff durch einen qualitativ und quantitativ überlegenen Angreifer nicht zurückschlagen oder abwehren könnte. Zwischen den beiden großen Macht-Blöcken NATO und dem Warschauer Pakt stehend, musste Jugoslawien seine eigene Militärdoktrin für ein eventuelles Dritter-Weltkrieg-Szenario vorbereiten.

### Doktrin
Mit der Verabschiedung des nationalen Verteidigungsratsgesetzes von 1969 schuf Jugoslawien eine Militärdoktrin namens ONO. Diese war inspiriert vom Kampf der Jugoslawischen Volksbefreiungsarmee gegen die faschistischen Besatzer und ihre Kollaborateure im Zweiten Weltkrieg und so konzipiert, dass Jugoslawien seinen  blockfreien Status beibehalten würde falls eine Invasion drohe – gemäß dem Gedanken jeder Bürger, der einen Angreifer abwehrt, ist ein Mitglied der Streitkräfte konnte die gesamte Bevölkerung in eine monolithische Widerstandsarmee umgewandelt werden.

### Aufstellung und Organisation
Die TO wurde im Jahr 1969 als integraler Bestandteil der jugoslawischen ONO-Lehre geschaffen. Die TO wurde aus arbeitsfähigen zivilen Männern und Frauen gebildet. Zwischen ein und drei Millionen Jugoslawen im Alter zwischen 15 und 65 würden in Kriegszeiten wie Guerilla-Kräfte unter TO-Befehl kämpfen. In Friedenszeiten waren jedoch etwa 860.000 Kämpfer in militärischer Ausbildung und anderen Aktivitäten beteiligt.
Die TO konzentrierte sich auf kleine, leicht bewaffnete Infanterie-Einheiten. Mehr als 2000 Gemeinden, Fabriken und andere Unternehmen organisierten solche Einheiten, die für den Einsatz in ihrer Heimat vorgesehen waren. Die Erhaltung der lokalen Verteidigung war ein wesentlicher Bestandteil der gesamten Kriegsführung. Die TO hatte auch einige größere, stärker ausgestattete Einheiten für umfassendere operative Aufgaben, die mit Artillerien, Flugabwehr-Waffen und einigen Panzerfahrzeugen ausgerüstet waren. Diese Einheiten hätten versucht, den Druck feindlicher Panzerkolonnen und Luftangriffe auf kleinere TO-Einheiten zu lindern. In den Küstenregionen hatten die TO-Einheiten auch Marine-Aufgaben. Sie operierten mit einigen Kanonenbooten zur Unterstützung der Seestreitkräfte. Aufgabe war es, strategische Küsten- und Marine-Einrichtungen gegen feindliche Landungen zu sichern und zu verteidigen. Darüber hinaus trainierten sie einige Militärtaucher für den Sabotage-Einsatz und andere spezielle Operationen.

### Auflösung
Die Liberalisierung des Landes und die ersten freien Wahlen im Frühjahr 1990 führten zu Siegen der Pro-Unabhängigkeits-Parteien in Slowenien und Kroatien. Für viele Jugoslawen war es undenkbar, dass die neue Führung, mitsamt dem großen Arsenal von Kleinwaffen der TO und dem Eigentum der Republiken, die Unabhängigkeit von der SFR Jugoslawien erreichen könnte. Die JNA schaffte es in unterschiedlichem Maß, die Waffen der TO zu konfiszieren und unter ihre Kontrolle zu bringen.

#### In Slowenien
Die ersten freien Wahlen im April 1990 sahen den Sieg der Reformer und die Unabhängigkeit der DEMOS. Besser organisiert, und mit Hilfe von Janez Janša, Minister für Verteidigung, war die slowenische territoriale Verteidigung in der Lage, 40.000 der leichten Waffen unter ihre Kontrolle zu bringen. Am 25. Juni 1991, dem Tag der Ausrufung der Republik, kamen 30.000 zusätzliche Waffen hinzu.

#### In Kroatien
In Kroatien übernahm im Mai 1990 die HDZ die Regierungsverantwortung. Diese war mit der Situation konfrontiert, dass die serbische Minderheit des Landes in Verwaltung und Polizei überrepräsentiert war. Die kroatische Regierung war weniger organisiert und weniger informiert. Der jugoslawischen Armee gelang es, 260.000 Waffen der territorialen Verteidigung Kroatiens zu beschlagnahmen, und diese in die Kasernen der jugoslawischen Armeen in Bosnien und Herzegowina und Serbien zu überführen.

#### In Bosnien und Herzegowina
In Bosnien und Herzegowina fand eine schrittweise Umwandlung der TO in die ARBiH statt. Zu Beginn des Krieges in Bosnien und Herzegowina wurde die TO von Bosnien und Herzegowina als erste offizielle Streitkraft in die Armee der Republik Bosnien und Herzegowina umgewandelt. Diese brachte die meisten Waffen der TO und der JNA in einigen Gemeinden unter ihre Kontrolle. Durch die Kooperation der Kommunen mit der JNA in den Gemeinden gelang es, dass die Waffen unter der Kontrolle der Gemeinden blieben.

#### In Mazedonien
Mit bescheidenen Waffen und militärischer Ausrüstung versuchten die mazedonischen Territorialverteidigungskräfte einen unabhängigen Staat Mazedonien zu gründen. Mitglieder der mazedonischen TO hatten erfolgreich die Aufgabe übernommen, die Grenzen zu sichern und militärische Stützpunkte zu errichten. Die Kasernen in Skopje, Bitola, Štip und Ohrid bildeten die ersten jungen Soldaten der Mazedonischen Armee aus.